# N-Methylnonanoylamid
N-Methylnonanoylamid ist eine organische Verbindung aus der Gruppe der Carbonsäureamide.

## Herstellung
N-Methylnonanoylamid kann durch Reaktion von Nonanoylchlorid mit Methylamin hergestellt werden.

## Reaktionen
N-Methylnonanoylamid kann mit Lithiumaluminiumhydrid zu N-Methylnonylamin reduziert werden, das wiederum als Edukt für die Herstellung von N-Methyl-N-nitroso-1-nonanamin dient. Durch Reaktion mit Ammoniumnitrat und Trifluoressigsäureanhydrid kann N-Methylnonanoylamid zum entsprechenden Nitramin umgesetzt werden. Mit Nitroniumtetrafluoroborat, das häufig für Nitrierungen eingesetzt wird, ist dies nicht möglich.

## Externe Links zu erwähnten Verbindungen
1. ↑  Externe Identifikatoren von bzw. Datenbank-Links zu N-Methylnonylamin:  CAS-Nr.: 39093-27-1, PubChem: 4626079, ChemSpider: 3816707, Wikidata: Q82209398.